# Karl Maria Wiligut
Karl Maria Wiligut, pseudonim Weisthor (ur. 10 grudnia 1866 w Wiedniu, zm. 3 stycznia 1946 w Arolsen) – austriacki okultysta, nazywany Rasputinem Himmlera, SS-Brigadeführer. Był jednym z najważniejszych okultystów SS.

## Życiorys
Urodził się w Wiedniu 10 grudnia 1866 w rodzinie katolickiej, jako syn Franza Karla Wiliguta. Zarówno jego ojciec, jak i dziadek byli oficerami w armii Austro-Węgier.
Gdy miał 14 lat, wstąpił do Kadettenschule w Wiedniu. 1 września 1884 został mianowany na stopień kadeta i wcielony do Morawskiego Pułku Piechoty Nr 99, który wówczas stacjonował w Klosterbruck. 1 listopada 1888 został awansowany na podporucznika, 1 listopada 1892 na porucznika, a 1 listopada 1900 na kapitana. W 1903 został przeniesiony do Czeskiego Pułku Piechoty Nr 88 w Pradze, a w 1907 do Styryjskiego Pułku Piechoty Nr 47 w Gorycji. 1 maja 1912 został mianowany majorem. 1 sierpnia 1917 został mianowany na stopień pułkownika. Jego oddziałem macierzystym był nadal Pułk Piechoty Nr 47. W maju 1918 został przydzielony do komendy obozu dla rekonwalescentów, niedaleko Lwowa, będąc ostatecznie zwolniony ze służby z dniem 1 stycznia 1919. Po przejściu na emeryturę przeniósł się do Morzg (dzisiaj dzielnica niedaleko Salzburga).
W 1906 ożenił się z Malwine Leurs von Treuenringen, z którą miał dwie córki. Na początku XX wieku doszedł do wniosku, że za wszelkie niepowodzenia Niemców jest odpowiedzialny Kościół i Żydzi. W wolnym czasie zainteresował się wiedzą tajemną, którą wykazywał się od wczesnej młodości. Pierwsze teksty neopogańskie opublikował dopiero w 1908. Cieszyły się one dużym zainteresowaniem ariozofów, okultystycznego ugrupowania wierzącego w wyższość i przewodnictwo rasy aryjskiej.

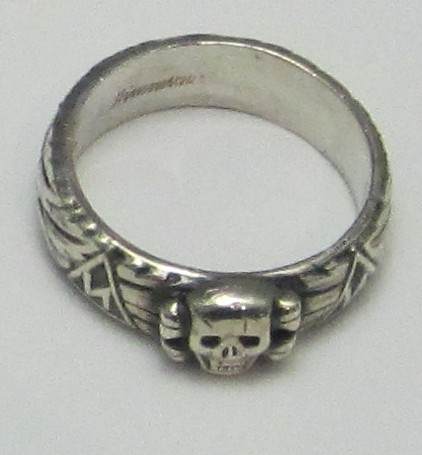
Pierścień SS-Totenkopfring projektu Wiliguta

Staraniem żony w 1924 trafił do szpitala psychiatrycznego, gdzie pozostawał przez około trzy lata. W 1932 wyemigrował do Niemiec. W 1933 poznał Heinricha Himmlera. Okultysta wywarł wrażenie na dowódcy SS. W tym samym roku Wiligut wstąpił w szeregi nazistowskiej formacji, przyjmując pseudonim „Weisthor” (imię legendarnego pogańskiego kapłana, króla i maga).
Uważał się za potomka Azów, nordyckich bogów znanych z mitologii skandynawskiej. Na podstawie neopogańskiego rytuału wymyślił obrzęd ślubny dla członków SS. Zaprojektował też pierścień z trupią czaszką (SS-Totenkopfring), wręczany wyróżniającym się esesmanom.
Wiligut szybko awansował. W listopadzie 1934 osiągnął stopień SS-Oberführera, a wiosną 1935 został przeniesiony do Berlina. W 1936 awansowany do stopnia SS-Brigadeführera. Powierzono mu kierowanie wydziałem rasowym SS, ale został też osobistym doradcą Himmlera.
W 1939 nieprzychylni mu oficerowie odkryli jego austriacką tajemnicę. Dowiedzieli się o leczeniu w zakładzie psychiatrycznym. Wiligut miał również słabość do nadużywania alkoholu. Ostatecznie wszystkie te czynniki przeważyły na jego niekorzyść. Himmler nie mógł sobie pozwolić na utratę prestiżu swego stanowiska i Wiligut musiał odejść z SS. W 1940 wrócił do Austrii. Po II wojnie światowej wrócił do Niemiec, gdzie wkrótce zmarł w zapomnieniu.

## Ordery i odznaczenia
- Krzyż Zasługi Wojskowej 3 klasy z dekoracją wojenną i mieczami[6]
- Signum Laudis Brązowy Medal Zasługi Wojskowej na czerwonej wstążce[6]
- Krzyż Wojskowy Karola[6]
- Odznaka za Służbę Wojskową II kl.[6]
- Medal Jubileuszowy Pamiątkowy dla Sił Zbrojnych i Żandarmerii[6]
- Krzyż Jubileuszowy Wojskowy[6]